# Leo von Welden
Leo von Welden (* 16. Dezember 1899 in Paris; † 30. Juli 1967 in Feilnbach) war ein deutscher Maler und Grafiker.

## Leben
Leo von Welden trat schon im Alter von zwölf Jahren in die private Pariser Kunstakademie Académie Julian ein. 1915 zog er nach München und kämpfte 1917–1918 als Soldat auf deutscher Seite im Ersten Weltkrieg. 1919 besuchte er die Malschule von Heinrich Knirr in München und studierte danach von 1920 bis 1925 an der Akademie der Bildenden Künste München u. a. bei Angelo Jank, Peter Halm und Adolf Schinnerer. Bis 1943 lebte er als Maler und Grafiker in München. Illustrationen erscheinen u. a. in der Zeitschrift Jugend. Sein Stil war altmeisterlich-barock; gerade in den 1920er Jahren schuf er diverse Werke mit religiösen Inhalten.
Zur Zeit des Nationalsozialismus wurde seine Ausdrucksweise realistisch-neusachlicher, von religiösen Werken nahm er Abstand. Er stellte in kleinem Umfang weiterhin aus, auch wenn er als Staatenloser bzw. Nicht-Deutscher kein Mitglied in der Reichskammer der bildenden Künste werden konnte. Auf diversen Einlieferungsbögen ist trotzdem eine RKK-Mitgliedsnummer notiert; sie war vermutlich schlicht ausgedacht.
Welden war von 1938, 1940, 1941 und 1942 auf den Großen Deutschen Kunstausstellungen in München mit Bildern vertreten, die die Nazi-Ideologie und den faschistischen Krieg verherrlichen. Davon erwarb Hitler 1938 „Aufmarsch am 9. November“ 1940 „Heimkehr der Wolhyniendeutschen“. 1941 zeigte Welden „Stoßtrupp setzt über den Fluss“ und „Vormarsch in Norwegen“, 1942 „Reichsarbeitsdienst im Osten“. Außerhalb dieser Ausstellung sind kaum Werke mit politischem Inhalt von Weldens bekannt. Allerdings war er Ende 1941 als „Kriegsberichter“ im Rahmen des Reichsarbeitsdienstes in der Sowjetunion tätig, wo er idyllische Landschaftsbilder schuf, die als Teil des Propagandakriegs angesehen werden müssen.
Bei einem Bombenangriff auf sein Atelier wurden 1943 viele seiner Arbeiten zerstört. 1944–1945 leistete er Kriegsdienst, bis er 1945 für zwei Monate in amerikanische Kriegsgefangenschaft geriet.
Ab 1946 war Leo von Welden zunächst in Bad Aibling, wo er Gründungsmitglied des Kunstvereins war, und ab 1952 dann bis zu seinem Tod in Feilnbach tätig. Er wurde dort zum Mittelpunkt eines großen künstlerischen Freundeskreises und zeigte seine Werke in zahlreichen Ausstellungen. In dieser Schaffensphase dominieren burleske, phantastische und christliche Motive sein Werk. 1957 schuf er die Kreuzwegstationen für die Feilnbacher Pfarrkirche.

## Werk
“Der Kutscher und sein treues Pferd”

## Ehrungen
Die Leo-von-Welden-Schule in Bad Feilnbach ist nach dem Maler benannt.